# عبد الله الجبوري
عبد الله أحمد محمد الجبوري (1939) شاعر وأستاذ جامعي عراقي. ولد في الكرخ في بغداد. حصل على شهادة الماجستير عام 1973م ثم على الدكتوراه في الآداب من كلية الآداب في جامعة بغداد عام 1976. عمل في التدريس الجامعي، ووصل إلى درجة الأستاذية في الجامعة المستنصرية في 1989. عمل محاضراً في عدد من الجامعات العراقية والعربية. هو عضو التجمع الثقافي واتحاد الأدباء العراقيين ونقابة الصحفيين. من دواوينه الشعرية أشباح وظلال 1962 وله عدد كبير من الدراسات. 

## آثاره
له نحو خمسين مؤلفًا منها:
- المجمع العلمي العراقي.
- من شعرائنا المنسيين.
- مكتبة الأوقاف العامة.
- ابن درستويه.
- ابن زيدون.
- من أعلام نجد المعاصرين.
- أبو الطيب المتنبي في آثار الدارسين.
- الموجز في دراسة فقه اللغة.
- نظرات في شعر الجواهري.
- تحقيق كتاب ( تاريخ مساجد بغداد وآثارها) - لمؤلفه الشيخ محمود شكري الآلوسي.

وله ديوان شعر سماه «أشباح وظلال».

## وصلات خارجية
- في موقع أرشيف المجلات